# Discographie des Foo Fighters
La discographie des Foo Fighters, groupe de rock alternatif américain, comprend l'ensemble des disques publiés au cours de leur carrière. Le premier, homonyme du groupe, est presque intégralement enregistré par Dave Grohl en 1994, alors que le dernier, Concrete and Gold est publié en 2017. Cette discographie est composée de quinze albums (studio, en concert, compilations et EP), quatre DVD, une quarantaine de singles et une multitude de collaborations.
Foo Fighters a publié dix albums studio depuis 1995, dont notamment, le double album In Your Honor de 2005, composé d'un disque de chansons électriques et d'un de chansons acoustiques. À la suite de cet opus, le groupe entame une tournée acoustique qui donne lieu à la sortie de Skin and Bones en 2006, le seul live en CD. Ils sont tous au minimum disque d'or outre-Atlantique et au Royaume-Uni. C'est en 2009 que sort dans les bacs Greatest hits, la première compilation reprenant les chansons les plus marquantes du groupe. Une deuxième compilation, originellement publiée uniquement en vinyle et comprenant reprises et faces B de différents singles, est vendue en nombre limité en 2011. Il est à noter que trois maxis ont vu le jour : Five Songs and a Cover en 2005, puis Songs from the Laundry Room et Saint Cecilia en 2015.
Avec pas moins de quarante-sept singles, dont douze promotionnels et un grand nombre qui ont occupé la première place des classements des ventes, le groupe connaît un succès international grandissant depuis ses débuts à Seattle. Certains d'entre eux comme Everlong, Best of You ou The Pretender sont devenus des hymnes du groupe et sont régulièrement repris dans des manifestations sportives. Foo Fighters s'articule aujourd'hui autour du chanteur et guitariste Dave Grohl avec Taylor Hawkins à la batterie, Nate Mendel à la basse, Chris Shiflett et Pat Smear à la guitare, et a dépassé les 10 millions d'albums vendus juste aux États-Unis.

## Albums

### Albums studio
Le groupe Foo Fighters compte dix albums studio à son actif, dont le premier est presque intégralement réalisé par Dave Grohl en octobre 1994 après le suicide de Kurt Cobain, ami de Grohl et leader charismatique de son ancien groupe Nirvana. Cet album est conçu à la base dans un objectif cathartique mais Grohl est encouragé par ses amis, puis par Capitol Records à trouver d'autres musiciens (Nate Mendel, William Goldsmith et Pat Smear) pour soutenir la vente de l'album homonyme grâce à des concerts. Une année plus tard, les membres du groupe entrent pour la première fois ensemble en studio pour y produire The Colour and the Shape. Grohl exécutant la majorité de la batterie, il décide d'engager Taylor Hawkins afin que l'ex-batteur de Nirvana puisse se concentrer sur le chant. L'album, et la tournée qui suit, sont un succès. Mais au cours de celle-ci, Smear décide de quitter l'aventure. Le troisième album, There Is Nothing Left to Lose, est donc enregistré uniquement à trois par Grohl, Hawkins et Mendel. Malgré de bonnes critiques, il se vend néanmoins moins bien aux États-Unis. Chris Shiflett rejoint alors le groupe lors de la tournée et devient le quatrième membre des Foo Fighters.
Après une petite pause, le désormais quatuor enregistre en 2002 One by One, qui est un immense succès commercial puisqu'il est au moins disque d'or dans cinq pays,,,,. Grohl choisit alors de diversifier la musique des Foo Fighters avec In Your Honor, un double album sorti en 2005 qui comporte un disque de chansons rock et un disque acoustique sur lequel quelques invités tels que John Paul Jones, Josh Homme et Norah Jones font leur apparition. Il s'ensuit une tournée mondiale intégralement acoustique au cours de laquelle Smear revient aux côtés du groupe. Diversifiant encore son registre, Foo Fighters propose en 2007 un sixième album studio, Echoes, Silence, Patience and Grace, mélange de chansons rock et de ballades mélodieuses.
La notoriété acquise par le groupe est ensuite devenue telle qu'il était nécessaire pour Grohl de montrer au public quelles sont leurs origines. Enregistré dans son garage en Californie et publié en 2011, le septième album Wasting Light capture l'essence même du groupe et n'est pas sans rappeler l'époque Nirvana avec des sons plus grunge. Le résultat est concluant puisqu'il se classe numéro un des classements de ventes dans plus de 10 pays. Après une courte pause, Foo Fighters reprend le chemin des studios pour son huitième opus dont chaque chanson est enregistrée dans une ville différente (Chicago, Austin, Nashville, Los Angeles, Seattle, La Nouvelle-Orléans, Washington et New York). La sortie de Sonic Highways à l'automne 2014 est précédée par la diffusion sur la chaîne HBO d'un documentaire sur la réalisation du disque et l'histoire de la musique dans les villes traversées. Le groupe revient en 2017 avec Concrete and Gold, produit par Greg Kurstin.
Le 05 février 2021 sort le dixième album intitulé Medicine at Midnight.
| Titre                               | Détails                                                                                       | Classement des ventes | Classement des ventes | Classement des ventes | Classement des ventes | Classement des ventes | Classement des ventes | Classement des ventes | Classement des ventes | Classement des ventes | Classement des ventes | Classement des ventes | Classement des ventes | Classement des ventes | Classement des ventes | Classement des ventes | Classement des ventes | Certifications |
| Titre                               | Détails                                                                                       | ALL                   | AUS                   | AUT                   | BEL                   | CAN                   | DAN                   | É-U                   | FIN                   | FRA                   | IRL                   | NOR                   | N-Z                   | P-B                   | R-U                   | SUÈ                   | SUI                   | Certifications |
| ----------------------------------- | --------------------------------------------------------------------------------------------- | --------------------- | --------------------- | --------------------- | --------------------- | --------------------- | --------------------- | --------------------- | --------------------- | --------------------- | --------------------- | --------------------- | --------------------- | --------------------- | --------------------- | --------------------- | --------------------- | --- |
| Foo Fighters                        | - Sortie : 4 juillet 1995 - Label : Roswell Records, Capitol Records - Format(s) : CD, LP, K7 | 33                    | 3                     | 13                    | 23                    | 5                     | —                     | 23                    | 21                    | 17                    | —                     | —                     | 2                     | 22                    | 3                     | 18                    | 26                    | : Or · : Platine · : Platine · : Or                                                                                                 |
| The Colour and the Shape            | - Sortie: 20 mai 1997 - Label: Roswell Records, Capitol Records - Format(s): CD, LP, K7       | 41                    | 5                     | 19                    | 7                     | 8                     | —                     | 10                    | 12                    | 24                    | —                     | 20                    | 10                    | 39                    | 3                     | 10                    | 50                    | : Platine · : Platine · : Platine · : Platine                                                                                       |
| There Is Nothing Left to Lose       | - Sortie : 2 novembre 1999 - Label : RCA Records - Format(s) : CD, LP, K7                     | 23                    | 5                     | 34                    | 46                    | 4                     | —                     | 10                    | 25                    | 62                    | 49                    | 8                     | 12                    | 59                    | 8                     | 7                     | —                     | : 2 × Platine · : Platine · : Platine · : Platine                                                                                   |
| One by One                          | - Sortie : 22 octobre 2002 - Label : RCA Records - Format(s) : CD, LP, DVD                    | 5                     | 1                     | 19                    | 22                    | 3                     | 20                    | 3                     | 5                     | 26                    | 1                     | 2                     | 3                     | 12                    | 1                     | 3                     | 28                    | : 2 × Platine · : Or · : Platine · : Platine · : Or · : Or · : Or · : Or · : 2 × Platine · : 2 × Platine                            |
| In Your Honor                       | - Sortie : 14 juin 2005 - Label : RCA Records - Format(s) : CD, LP                            | 4                     | 1                     | 5                     | 3                     | 3                     | 5                     | 2                     | 1                     | 21                    | 2                     | 2                     | 1                     | 5                     | 2                     | 1                     | 7                     | : 3 × Platine · : Or · : Or · : 3 × Platine · : Platine · : 2 × Platine · : Or · : Or · : 4 × Platine · : 2 × Platine · : Or        |
| Echoes, Silence, Patience and Grace | - Sortie : 25 septembre 2007 - Label : RCA Records - Format(s) : CD, LP                       | 3                     | 1                     | 4                     | 1                     | 1                     | 11                    | 3                     | 7                     | 24                    | 2                     | 3                     | 1                     | 6                     | 1                     | 9                     | 2                     | : Or · : 2 × Platine · : Or · : Or · : Platine · : Platine · : Platine · : 2 × Platine · : 2 × Platine                              |
| Wasting Light                       | - Sortie : 12 avril 2011 - Label : RCA Records - Format(s) : CD, LP, téléchargement           | 1                     | 1                     | 1                     | 1                     | 1                     | 3                     | 1                     | 1                     | 18                    | 3                     | 1                     | 2                     | 1                     | 1                     | 1                     | 1                     | : Or · : 2 × Platine · : Or · : Or · : Platine · : Platine · : Or · : Or · : Or · : Platine · : Or · : Or · : Platine · : Or · : Or |
| Sonic Highways                      | - Sortie : 10 novembre 2014 - Label : RCA Records - Format(s) : CD, LP, téléchargement        | 2                     | 1                     | 3                     | 1                     | 3                     | 4                     | 2                     | 5                     | 18                    | 5                     | 3                     | 2                     | 2                     | 2                     | 5                     | 2                     | : Or · : Platine · : Or · : Platine · : Platine · : Platine                                                                         |
| Concrete and Gold                   | - Sortie : 15 septembre 2017 - Label : RCA Records - Format(s) : CD, LP, téléchargement       | 2                     | 1                     | 1                     | 1                     | 1                     | 2                     | 1                     | 3                     | 7                     | 1                     | 1                     | 1                     | 1                     | 1                     | 2                     | 1                     | : Or · : Argent |
| Medicine at Midnight                | - Sortie : 5 février 2021 - Label : RCA Records - Format(s) : CD, LP, téléchargement          | ?                     | ?                     | ?                     | ?                     | ?                     | ?                     | ?                     | ?                     | ?                     | ?                     | ?                     | ?                     | ?                     | ?                     | ?                     | ?                     | x |

### Albums live
Foo Fighters a énormément joué de concerts depuis ses débuts, mais le groupe ne prend pas pour habitude d'enregistrer ses prestations scéniques et ce n'est qu'en 2003 que sort Everywhere but Home, DVD de la tournée de One by One. L'unique album live à ce jour des Foo Fighters sort trois ans plus tard pour clôturer le tour du monde réalisé après la sortie de In Your Honor. Avec le retour de Pat Smear à la guitare pour les accompagner, publié à la fois en CD et DVD, Skin and Bones présente un changement radical pour un groupe dont les origines sont dans le grunge et le rock alternatif puisque l'intégralité des concerts est jouée en acoustique. Malgré cela, il est disque d'or en Australie et en Irlande et s'est classé numéro un des ventes en Nouvelle-Zélande.
| Titre          | Date de sortie  | Type    | Label       | Certifications |
| -------------- | --------------- | ------- | ----------- | -------------- |
| Skin and Bones | 7 novembre 2006 | CD, DVD | RCA Records | Or · Or · Or   |

### Compilations
Malgré une carrière assez fournie, quinze ans s'écoulent entre l'enregistrement du premier album studio et la sortie dans les bacs de la première compilation des Foo Fighters. En 2009, Greatest Hits est publié avec une liste de chansons reprenant les morceaux qui ont marqué l'histoire du groupe. Grohl estime que ce n'est pas « leurs meilleures chansons » ou « leurs chansons favorites » mais uniquement celles qui définissent l'identité du groupe. Elle contient malgré tout les principaux singles des six premiers albums, mais aussi deux inédits (Wheels et Word Forward). Puis, deux ans plus tard, en 2011, Foo Fighters publie Medium Rare, un album de reprises en édition limitée en vinyle. Tous les titres étaient apparus auparavant en face B de singles ou dans diverses compilations musicales.
| Titre                      | Date de sortie  | Type               | Label                        | Certifications                                          |
| -------------------------- | --------------- | ------------------ | ---------------------------- | ------------------------------------------------------- |
| Greatest Hits              | 3 novembre 2009 | CD, téléchargement | RCA Records                  | 5 × Platine · Or · Or · Platine · Platine · 3 × Platine |
| Medium Rare                | 16 avril 2011   | LP, CD             | Roswell Records, RCA Records |                                                         |
| Hail Satin (sous Dee Gees) | 17 juillet 2021 | LP, téléchargement | Roswell Records, RCA Records |                                                         |

### EPs
Le premier maxi du groupe ne porte officiellement pas de nom et est une compilation de cinq faces B et d'une reprise, d'où l'appellation Five Songs and a Cover qui lui est donné. Publié en 2005, l'EP n'est distribué que par la chaîne de magasins Best Buy. Un deuxième EP sort le 18 avril 2015, lors du Record Store Day pour lequel Foo Fighters est ambassadeur. Songs from the Laundry Room est composé de quatre titres : des démos de Big Me et Alone + Easy Target, une reprise de Kids in America, de Kim Wilde et l'inédit Empty Handed. Le troisième est publié le 23 novembre 2015 lors de la Sainte Cécile, fête des musiciens, à la suite d'un décompte d'un mois. Initialement prévu pour remercier les fans du groupe, il est aussi dédié aux victimes des attentats du 13 novembre 2015 en France.
| Titre                       | Date de sortie   | Type            | Label       |
| --------------------------- | ---------------- | --------------- | ----------- |
| Five Songs and a Cover      | 20 novembre 2005 | CD              | RCA Records |
| Songs from the Laundry Room | 18 avril 2015    | CD              | RCA Records |
| Saint Cecilia               | 23 novembre 2015 | Digital, vinyle | RCA Records |

## DVD
Il faut presque dix ans à Foo Fighters pour qu'un DVD de leurs prestations scéniques ne soit publié. Après l'immense succès de One by One en 2002, le groupe part en tournée et c'est dans la continuité que Everywhere but Home voit le jour en 2003. Après In Your Honor, Foo Fighters joue plusieurs concerts en acoustique, ce qui donne lieu en 2006 à Skin and Bones, une vidéo résumant cette tournée. À l'été 2008, le groupe joue deux nuits de suite à Wembley devant 80 000 personnes chaque soir. Le public en nombre les impressionne et l'expérience les pousse à sortir Live at Wembley Stadium, vidéo des concerts au cours desquels Jimmy Page et John Paul Jones (anciens membres du groupe Led Zeppelin) participent. Les DVD sont tous au moins disque d'or en Australie,,.
En 2011, parallèlement à la sortie de Wasting Light, qui est un retour aux sources, Foo Fighters publie la vidéo Back and Forth qui retrace l'historique du groupe depuis ses débuts avec des interviews des différents acteurs majeurs et l'explication du choix d'enregistrer l'album dans le garage de Grohl, ainsi que le suivi de cet enregistrement. De même, en 2014, Foo Fighters: Sonic Highways retrace l'enregistrement de l'album Sonic Highways avec un épisode par chanson/ville visitée.
| Titre                        | Date de sortie   | Type                         | Label                        | Certifications             |
| ---------------------------- | ---------------- | ---------------------------- | ---------------------------- | -------------------------- |
| Everywhere but Home          | 25 novembre 2003 | DVD                          | Roswell Records, RCA Records | Or · 3 × Platine · Platine |
| Skin and Bones               | 7 novembre 2006  | DVD                          | RCA Records                  | 3 × Platine · Or           |
| Live at Wembley Stadium      | 25 août 2008     | DVD, Blu-ray                 | RCA Records                  | 3 × Platine · Platine      |
| Back and Forth               | juin 2011        | DVD, Blu-ray                 | RCA Records                  | Or · 2 × Platine           |
| Foo Fighters: Sonic Highways | 6 octobre 2014   | DVD, Blu-ray, téléchargement | RCA Records                  | Or                         |

## Singles
Les premiers singles proviennent du premier album studio Foo Fighters et sont donc intégralement composés par Dave Grohl à la suite du suicide de Kurt Cobain. Le premier à être publié est This Is a Call en 1995 et remporte un franc succès puisqu'il se classe 2e du classement des singles de rock alternatif aux États-Unis. Sur les trois autres de l'album (I'll Stick Around, For All the Cows et Big Me), seul le dernier aura une réussite similaire en 1996. L'année suivante, Everlong, le deuxième single de The Colour and the Shape, atteint le podium du classement et devient même le premier single disque d'or du groupe. Monkey Wrench et My Hero figurent bien classés dans les différents pays où ils sont publiés. Mais c'est en 1999 que Foo Fighters décroche la première place du classement avec Learn to Fly, premier single de There Is Nothing Left to Lose, ainsi qu'un nouveau disque d'or aux États-Unis et au Canada.
Le début des années 2000 se révèle plus compliqué puisque les singles publiés atteignent péniblement le top 10 et le groupe ne retrouve les sommets de l'Alternative Songs qu'avec l'album One by One en 2002 et son premier single All My Life. Times Like These, second single et publié en 2003, est disque d'or outre-Atlantique, tandis que les deux autres (Low et Have It All) passeront presque inaperçus. L'arrivée de In Your Honor en 2005 marque l'apogée des Foo Fighters au classement des singles avec Best of You, disque de platine aux États-Unis et au Canada et DOA, disque d'or, les deux ayant été numéro un du classement des ventes,. Le double single No Way Back/Cold Day in the Sun sorti en 2006 atteint la 2e place, avant que l'année suivante, The Pretender, Long Road to Ruin et Let it Die en 2008, ne s'emparent de la tête du classement, avec de nombreuses récompenses à la clé pour le premier single de Echoes, Silence, Patience and Grace. À la sortie de la compilation Greatest Hits, la chanson inédite Wheels figure dans le top 5 du classement américain des singles de rock alternatif.
2011 et l'album Wasting Light voient le groupe faire évoluer ses singles par le biais du téléchargement, non sans un certain succès puisque les quatre occupent les podiums des classements américains (Alternative Songs, Hot Mainstream Rock Tracks et Rock Songs), du classement canadien des chansons rock/alternatif et du classement britannique des chansons rock, These Days étant même disque d'or aux États-Unis. Foo Fighters a aussi publié une dizaine de singles promotionnels dont le duo avec Norah Jones Virginia Moon mais sans obtenir un grand succès au niveau des différents classements.

### Années 1990
| Année | Titre             | Classement des ventes | Classement des ventes | Classement des ventes | Classement des ventes | Classement des ventes | Classement des ventes | Classement des ventes | Classement des ventes | Classement des ventes | Classement des ventes | Classement des ventes | Classement des ventes | Classement des ventes | Certifications                          | Album                         |
| Année | Titre             | [ 18 ]                | [ 90 ]                | Can Alt.              | US Hot 100            | US Air.,              | US Alt.               | US Main.              | US Adult              | [ 96 ]                | [ 28 ]                | [ 29 ]                | [ 30 ]                | [ 31 ]                | Certifications                          | Album                         |
| ----- | ----------------- | --------------------- | --------------------- | --------------------- | --------------------- | --------------------- | --------------------- | --------------------- | --------------------- | --------------------- | --------------------- | --------------------- | --------------------- | --------------------- | --------------------------------------- | ----------------------------- |
| 1995  | This Is a Call    | 9                     | 35                    | 1                     | —                     | 35                    | 2                     | 6                     | —                     | 16                    | 11                    | 32                    | 5                     | —                     |                                         | Foo Fighters                  |
| 1995  | I'll Stick Around | 61                    | —                     | 2                     | —                     | 51                    | 8                     | 12                    | —                     | —                     | —                     | —                     | 18                    | —                     |                                         | Foo Fighters                  |
| 1995  | For All the Cows  | 69                    | —                     | —                     | —                     | —                     | —                     | —                     | —                     | —                     | —                     | —                     | 28                    | —                     |                                         | Foo Fighters                  |
| 1996  | Big Me            | 65                    | 16                    | 4                     | —                     | 13                    | 3                     | 18                    | 23                    | 27                    | —                     | —                     | 19                    | —                     |                                         | Foo Fighters                  |
| 1997  | Monkey Wrench     | 17                    | 37                    | 3                     | —                     | 58                    | 9                     | 9                     | —                     | —                     | —                     | —                     | 12                    | —                     |                                         | The Colour and the Shape      |
| 1997  | Everlong          | 45                    | —                     | 5                     | —                     | 42                    | 3                     | 4                     | —                     | —                     | 34                    | —                     | 18                    | —                     | : 2 × Platine · : Platine               | The Colour and the Shape      |
| 1998  | My Hero           | 74                    | —                     | —                     | —                     | 59                    | 6                     | 8                     | —                     | —                     | —                     | —                     | 21                    | —                     | : Or · : Argent                         | The Colour and the Shape      |
| 1998  | Walking After You | 67                    | —                     | —                     | —                     | —                     | 12                    | —                     | 35                    | —                     | 48                    | —                     | 20                    | —                     |                                         | The X-Files Soundtrack        |
| 1999  | Learn to Fly      | 36                    | 13                    | 1                     | 19                    | 13                    | 1                     | 2                     | 15                    | —                     | 23                    | 72                    | 21                    | 52                    | : Platine · : Or · : Platine · : Argent | There Is Nothing Left to Lose |

### Années 2000
| Année | Titre                                    | Classement des ventes | Classement des ventes | Classement des ventes | Classement des ventes | Classement des ventes | Classement des ventes | Classement des ventes | Classement des ventes | Classement des ventes | Classement des ventes | Classement des ventes | Classement des ventes | Classement des ventes | Classement des ventes | Classement des ventes | Classement des ventes | Certifications                               | Album                               |
| Année | Titre                                    | [ 18 ]                | [ 98 ]                | [ 90 ]                | Can Alt.              | US Hot 100            | US Air.,              | US Alt.               | US Main.              | US Adult              | US Rock               | [ 96 ]                | [ 27 ]                | [ 28 ]                | [ 29 ]                | [ 30 ]                | [ 31 ]                | Certifications                               | Album                               |
| ----- | ---------------------------------------- | --------------------- | --------------------- | --------------------- | --------------------- | --------------------- | --------------------- | --------------------- | --------------------- | --------------------- | --------------------- | --------------------- | --------------------- | --------------------- | --------------------- | --------------------- | --------------------- | -------------------------------------------- | ----------------------------------- |
| 2000  | Stacked Actors                           | 82                    | —                     | —                     | —                     | —                     | 25                    | 9                     | —                     | —                     | —                     | —                     | —                     | —                     | —                     | —                     | —                     |                                              | There Is Nothing Left to Lose       |
| 2000  | Generator                                | 31                    | —                     | —                     | —                     | —                     | —                     | —                     | —                     | —                     | —                     | —                     | —                     | —                     | —                     | 151                   | —                     |                                              | There Is Nothing Left to Lose       |
| 2000  | Breakout                                 | 59                    | —                     | —                     | —                     | —                     | 8                     | 11                    | —                     | —                     | 15                    | —                     | —                     | —                     | 48                    | 29                    | —                     |                                              | There Is Nothing Left to Lose       |
| 2000  | Next Year                                | 85                    | —                     | —                     | —                     | —                     | 17                    | —                     | 40                    | —                     | 12                    | —                     | —                     | —                     | 92                    | 42                    | —                     |                                              | There Is Nothing Left to Lose       |
| 2002  | The One                                  | 21                    | —                     | —                     | —                     | —                     | 14                    | 20                    | —                     | —                     | —                     | —                     | —                     | —                     | —                     | 77                    | —                     |                                              | Orange County: The Soundtrack       |
| 2002  | All My Life                              | 20                    | —                     | —                     | 43                    | 41                    | 1                     | 3                     | —                     | —                     | —                     | 14                    | 13                    | 46                    | 95                    | 5                     | 37                    | Or                                           | One by One                          |
| 2003  | Times Like These                         | 22                    | —                     | —                     | 65                    | 64                    | 5                     | 5                     | —                     | —                     | —                     | 27                    | —                     | —                     | 90                    | 12                    | —                     | : Platine · : Platine · Argent               | One by One                          |
| 2003  | Low                                      | 40                    | —                     | 30                    | —                     | —                     | 15                    | 23                    | —                     | —                     | —                     | 44                    | —                     | —                     | 100                   | 21                    | —                     |                                              | One by One                          |
| 2003  | Have It All                              | 71                    | —                     | —                     | —                     | —                     | —                     | —                     | —                     | —                     | —                     | —                     | —                     | —                     | —                     | 37                    | —                     |                                              | One by One                          |
| 2005  | Best of You                              | 5                     | 3                     | —                     | 18                    | 46                    | 1                     | 1                     | —                     | —                     | —                     | 20                    | —                     | 38                    | 94                    | 4                     | 41                    | : Platine · : Or · : 2 × Platine · : Platine | In Your Honor                       |
| 2005  | DOA                                      | 39                    | —                     | —                     | 68                    | 67                    | 1                     | 5                     | —                     | —                     | —                     | 40                    | —                     | 34                    | 86                    | 25                    | —                     | : Or                                         | In Your Honor                       |
| 2005  | Resolve                                  | —                     | —                     | —                     | —                     | —                     | —                     | —                     | —                     | —                     | —                     | —                     | —                     | 39                    | 82                    | 32                    | —                     |                                              | In Your Honor                       |
| 2006  | No Way Back/Cold Day in the Sun          | —                     | —                     | —                     | —                     | —                     | 2                     | 6                     | —                     | —                     | —                     | —                     | —                     | —                     | —                     | 64                    | —                     |                                              | In Your Honor                       |
| 2007  | The Pretender                            | 10                    | 26                    | 15                    | 37                    | 59                    | 1                     | 1                     | —                     | —                     | —                     | 11                    | 3                     | 9                     | 39                    | 8                     | 11                    | : Or · : Platine · : 2 × Platine · Or        | Echoes, Silence, Patience and Grace |
| 2007  | Long Road to Ruin                        | 38                    | 6                     | 42                    | 89                    | 69                    | 1                     | 2                     | —                     | —                     | —                     | —                     | —                     | 21                    | —                     | 35                    | 23                    |                                              | Echoes, Silence, Patience and Grace |
| 2008  | Let It Die                               | —                     | —                     | 58                    | —                     | —                     | 1                     | 5                     | —                     | —                     | —                     | —                     | —                     | —                     | —                     | —                     | —                     |                                              | Echoes, Silence, Patience and Grace |
| 2008  | Cheer Up, Boys (Your Make Up Is Running) | —                     | —                     | —                     | —                     | —                     | —                     | —                     | —                     | —                     | —                     | —                     | —                     | —                     | —                     | 194                   | —                     |                                              | Echoes, Silence, Patience and Grace |
| 2009  | Wheels                                   | 21                    | 19                    | 22                    | 72                    | 71                    | 3                     | 4                     | —                     | 1                     | —                     | 38                    | —                     | 13                    | 45                    | 22                    | 24                    |                                              | Greatest Hits                       |

### Années 2010
| Année | Titre                     | Classement des ventes | Classement des ventes | Classement des ventes | Classement des ventes | Classement des ventes | Classement des ventes | Classement des ventes | Classement des ventes | Classement des ventes | Classement des ventes | Classement des ventes | Classement des ventes | Classement des ventes | Classement des ventes | Classement des ventes | Classement des ventes | Certifications | Album             |
| Année | Titre                     | [ 18 ]                | [ 19 ]                | [ 98 ]                | [ 90 ]                | Can Alt.              | Can Rock              | [ 102 ]               | US Hot 100            | US Air.,              | US Alt.               | US Main.              | US Rock               | [ 28 ]                | [ 29 ]                | [ 30 ]                | UK Rock               | Certifications | Album             |
| ----- | ------------------------- | --------------------- | --------------------- | --------------------- | --------------------- | --------------------- | --------------------- | --------------------- | --------------------- | --------------------- | --------------------- | --------------------- | --------------------- | --------------------- | --------------------- | --------------------- | --------------------- | -------------- | ----------------- |
| 2011  | Rope                      | 55                    | 51                    | 7                     | 41                    | 1                     | 1                     | 22                    | 68                    | 58                    | 1                     | 1                     | 1                     | —                     | 31                    | 22                    | —                     |                | Wasting Light     |
| 2011  | Walk                      | 57                    | 49                    | 25                    | 49                    | 2                     | 2                     | —                     | 83                    | 61                    | 1                     | 1                     | 1                     | 38                    | 58                    | 57                    | 1                     |                | Wasting Light     |
| 2011  | Arlandria                 | —                     | —                     | —                     | —                     | —                     | —                     | —                     | —                     | —                     | —                     | —                     | —                     | —                     | —                     | 79                    | 1                     |                | Wasting Light     |
| 2011  | These Days                | 60                    | —                     | 10                    | 63                    | 1                     | 1                     | —                     | —                     | 94                    | 2                     | 3                     | 2                     | —                     | —                     | —                     | 4                     | : Or ·         | Wasting Light     |
| 2012  | Bridge Burning            | —                     | —                     | —                     | —                     | 15                    | 7                     | —                     | —                     | —                     | 32                    | 21                    | 31                    | —                     | —                     | —                     | 14                    |                | Wasting Light     |
| 2014  | Something from Nothing    | 53                    | 75                    | 42                    | 63                    | —                     | —                     | —                     | —                     | 84                    | 1                     | 1                     | 8                     | 32                    | 57                    | 73                    | 1                     |                | Sonic Highways    |
| 2014  | Congregation              | —                     | 73                    | 12                    | —                     | —                     | —                     | —                     | —                     | —                     | 5                     | 1                     | 21                    | —                     | —                     | —                     | 4                     |                | Sonic Highways    |
| 2014  | Outside                   | —                     | —                     | —                     | —                     | —                     | —                     | —                     | —                     | —                     | 11                    | 7                     | 39                    | —                     | —                     | —                     | —                     |                | Sonic Highways    |
| 2015  | Saint Cecilia             | —                     | —                     | —                     | —                     | —                     | —                     | —                     | —                     | —                     | 12                    | 3                     | 33                    | —                     | —                     | —                     | —                     |                | Saint Cecilia     |
| 2017  | Run                       | 53                    | —                     | —                     | 76                    | —                     | —                     | 34                    | —                     | —                     | 9                     | 1                     | 7                     | —                     | —                     | —                     | 64                    |                | Concrete and Gold |
| 2017  | The Sky Is a Neighborhood | —                     | —                     | —                     | —                     | —                     | —                     | —                     | —                     | —                     | —                     | —                     | —                     | —                     | —                     | —                     | —                     |                | Concrete and Gold |

### Singles promotionnels
| Année | Titre                              | Classement des ventes | Classement des ventes | Classement des ventes | Classement des ventes | Classement des ventes | Classement des ventes | Classement des ventes | Classement des ventes | Classement des ventes | Album                               |
| Année | Titre                              |                       | Can Alt.              | Can Rock              | US Alt.               | US Main.              | US Rock               | US Adult              | [ 30 ]                | UK Rock               | Album                               |
| ----- | ---------------------------------- | --------------------- | --------------------- | --------------------- | --------------------- | --------------------- | --------------------- | --------------------- | --------------------- | --------------------- | ----------------------------------- |
| 1995  | Exhausted                          | —                     | —                     | —                     | —                     | —                     | —                     | —                     | —                     | —                     | Foo Fighters                        |
| 1996  | Alone+Easy Target                  | —                     | —                     | —                     | —                     | —                     | —                     | —                     | —                     | —                     | Foo Fighters                        |
| 1998  | Baker Street                       | —                     | —                     | —                     | —                     | 34                    | —                     | —                     | —                     | —                     | —                                   |
| 2003  | Darling Nikki                      | —                     | —                     | —                     | 15                    | —                     | —                     | —                     | —                     | —                     | —                                   |
| 2006  | Miracle                            | —                     | —                     | —                     | —                     | —                     | —                     | 39                    | —                     | —                     | In Your Honor                       |
| 2006  | Virginia Moon                      | —                     | —                     | —                     | —                     | —                     | —                     | —                     | —                     | —                     | In Your Honor                       |
| 2008  | Keep the Car Running               | 96                    | —                     | —                     | —                     | —                     | —                     | —                     | —                     | —                     | Let It Die                          |
| 2008  | Summer's End                       | —                     | —                     | —                     | —                     | —                     | —                     | —                     | —                     | —                     | Echoes, Silence, Patience and Grace |
| 2010  | Word Forward                       | —                     | —                     | —                     | —                     | —                     | —                     | —                     | 109                   | —                     | Greatest Hits                       |
| 2011  | White Limo                         | —                     | —                     | —                     | —                     | —                     | —                     | —                     | —                     | 29                    | Wasting Light                       |
| 2011  | Better Off                         | —                     | —                     | —                     | —                     | —                     | —                     | —                     | —                     | 5                     | Wasting Light                       |
| 2014  | The Feast and the Famine           | —                     | —                     | —                     | —                     | —                     | 37                    | —                     | —                     | 4                     | Sonic Highways                      |
| 2014  | What Did I Do? / God As My Witness | —                     | —                     | —                     | —                     | —                     | 37                    | —                     | —                     | 6                     | Sonic Highways                      |
| 2014  | In the Clear                       | —                     | —                     | —                     | —                     | —                     | —                     | —                     | —                     | 11                    | Sonic Highways                      |
| 2014  | I Am a River                       | —                     | —                     | —                     | —                     | —                     | —                     | —                     | —                     | 15                    | Sonic Highways                      |
| 2014  | Subterranean                       | —                     | —                     | —                     | —                     | —                     | —                     | —                     | —                     | 18                    | Sonic Highways                      |

## Clips vidéo
Dès le second single I'll Stick Around en 1995, Foo Fighters fait des clips vidéo pour presque tous ses singles parus. Dave Grohl en produit même quelques-uns (Monkey Wrench, My Hero ou encore Rope). La réalisation de ces clips est souvent confiée à Jesse Peretz avec notamment Big Me et Long Road to Ruin. Le groupe s'y met régulièrement en scène comme dans All My Life, Next Year ou encore White Limo (clip dans lequel apparaît également Lemmy de Motörhead). Pour l'album Wasting Light, Foo Fighters organise un concours en accord avec RCA Records pour déterminer le meilleur clip de chaque chanson de l'opus. Le vainqueur voit ainsi sa vidéo publiée comme clip officiel.
| Année                                                                                | Titre,                   | Directeur,                    | Album                               |
| ------------------------------------------------------------------------------------ | ------------------------ | ----------------------------- | ----------------------------------- |
| 1995                                                                                 | I'll Stick Around        | Gerald Casale                 | Foo Fighters                        |
| 1996                                                                                 | Big Me                   | Jesse Peretz                  | Foo Fighters                        |
| 1997                                                                                 | Monkey Wrench            | Dave Grohl                    | The Colour and the Shape            |
| 1997                                                                                 | Everlong                 | Michel Gondry                 | The Colour and the Shape            |
| 1998                                                                                 | My Hero                  | Dave Grohl                    | The Colour and the Shape            |
| 1998                                                                                 | Walking After You        | Matthew Rolston               | The Colour and the Shape            |
| 1999                                                                                 | Learn to Fly             | Jesse Peretz                  | There Is Nothing Left to Lose       |
| 2000                                                                                 | Breakout                 | The Malloys                   | There Is Nothing Left to Lose       |
| 2000                                                                                 | Generator                | —                             | There Is Nothing Left to Lose       |
| 2000                                                                                 | Next Year                | Phil Harder                   | There Is Nothing Left to Lose       |
| 2002                                                                                 | The One                  | Jesse Peretz                  | —                                   |
| 2002                                                                                 | All My Life              | Jonathan Dayton/Valerie Faris | One by One                          |
| 2002                                                                                 | Walking a Line           | —                             | One by One                          |
| 2002                                                                                 | Times Like These         | Liam Lynch                    | One by One                          |
| 2004                                                                                 | Low                      | Jesse Peretz                  | One by One                          |
| 2005                                                                                 | Best of You              | Mark Pellington               | In Your Honor                       |
| 2005                                                                                 | DOA                      | Mike Palmieri                 | In Your Honor                       |
| 2005                                                                                 | Resolve                  | Mike Palmieri                 | In Your Honor                       |
| 2006                                                                                 | No Way Back              | Mike Palmieri                 | In Your Honor                       |
| 2007                                                                                 | The Pretender            | Sam Brown                     | Echoes, Silence, Patience and Grace |
| 2007                                                                                 | Long Road to Ruin        | Jesse Peretz                  | Echoes, Silence, Patience and Grace |
| 2009                                                                                 | Wheels                   | Sam Brown                     | Greatest Hits                       |
| 2011                                                                                 | White Limo               | Dave Grohl                    | Wasting Light                       |
| 2011                                                                                 | Rope                     | Dave Grohl                    | Wasting Light                       |
| 2011                                                                                 | Bridge Burning (*)       | Will Doyle & Richard Peete    | Wasting Light                       |
| 2011                                                                                 | Rope (*)                 | Djay Brawner                  | Wasting Light                       |
| 2011                                                                                 | Dear Rosemary (*)        | Karl Richter                  | Wasting Light                       |
| 2011                                                                                 | White Limo (*)           | Randy Scott Slavin            | Wasting Light                       |
| 2011                                                                                 | Arlandria (*)            | Nicholas Spaventa             | Wasting Light                       |
| 2011                                                                                 | These Days (*)           | Jay Hollinsworth              | Wasting Light                       |
| 2011                                                                                 | Back & Forth (*)         | Justin Staggs                 | Wasting Light                       |
| 2011                                                                                 | A Matter of Time (*)     | Genie Wiggins                 | Wasting Light                       |
| 2011                                                                                 | Miss the Misery (*)      | Pete Levin                    | Wasting Light                       |
| 2011                                                                                 | I Should Have Known (*)  | Daniel Fickle                 | Wasting Light                       |
| 2011                                                                                 | Walk (*)                 | Phil Hodges                   | Wasting Light                       |
| 2011                                                                                 | Walk                     | Sam Jones                     | Wasting Light                       |
| 2011                                                                                 | Hot Buns                 | Dave Grohl                    | Wasting Light                       |
| 2012                                                                                 | These Days               | Wayne Isham                   | Wasting Light                       |
| 2014                                                                                 | Something from Nothing   | Dave Grohl                    | Sonic Highways                      |
| 2014                                                                                 | The Feast and the Famine | Dave Grohl                    | Sonic Highways                      |
| 2014                                                                                 | In the Clear             | Dave Grohl                    | Sonic Highways                      |
| 2015                                                                                 | Congregation             | Dave Grohl                    | Sonic Highways                      |
| 2015                                                                                 | Outside                  | Dave Grohl                    | Sonic Highways                      |
| 2015                                                                                 | Subterranean             | Dave Grohl                    | Sonic Highways                      |
| 2015                                                                                 | I Am a River             | Dave Grohl                    | Sonic Highways                      |
| 2017                                                                                 | Run                      | Dave Grohl                    | Concrete and Gold                   |
| * Ces vidéos sont le résultat d'un concours organisé par Foo Fighters et RCA Records |                          |                               |                                     |

## Collaborations
Des chansons des Foo Fighters sont reprises pour diverses compilations rock, mais le groupe a aussi effectué quelques reprises dans le cadre de musiques de films, comme le Have a Cigar de Pink Floyd avec Brian May pour Mission impossible 2. D'autres chansons ont en revanche été composées pour le cinéma : The One a été enregistré à la base pour le film Orange County et est devenu un single par la suite.
| Année | Titre                                        | Album                                                         |
| ----- | -------------------------------------------- | ------------------------------------------------------------- |
| 1996  | Alone+Easy Target                            | Big Shiny Tunes                                               |
| 1996  | This Is a Call                               | Triple J Hottest 100 Volume 3                                 |
| 1996  | Down in the Park                             | Songs in the Key of X: Music From and Inspired by The X-Files |
| 1997  | This Is a Call (live)                        | Tibetan Freedom Concert                                       |
| 1997  | Dear Lover                                   | Scream 2                                                      |
| 1998  | Baker Street                                 | Come Again / Essential Interpretations                        |
| 1998  | A320                                         | Godzilla Soundtrack                                           |
| 1998  | Walking After You                            | The X-Files: The Album                                        |
| 1998  | Friend of a Friend (live)                    | Melody Maker: Steve Lamacq's Bootleg Session                  |
| 1998  | My Hero                                      | Big Shiny Tunes 3                                             |
| 1998  | Monkey Wrench                                | Triple J Hottest 100 Volume 5                                 |
| 1999  | My Hero                                      | Varsity Blues Soundtrack                                      |
| 1999  | I'll Stick Around                            | MTV: The First 1000 Years: Rock                               |
| 2000  | Have a Cigar (avec Brian May)                | Mission impossible 2                                          |
| 2000  | Breakout                                     | Fous d'Irène                                                  |
| 2000  | Everlong (live)                              | Cold: Live at the Chapel                                      |
| 2000  | My Hero (Worcester Firefighters Tribute mix) | WAAF Survive This!                                            |
| 2000  | My Hero (live)                               | Live X6 Walk Unafraid                                         |
| 2000  | Aurora                                       | Loser                                                         |
| 2000  | Learn to Fly                                 | Triple J Hottest 100 Volume 7                                 |
| 2001  | Generator                                    | Triple J Hottest 100 Volume 8                                 |
| 2001  | Win or Lose                                  | Snow, Sex and Sun Soundtrack                                  |
| 2001  | The One                                      | Orange County Soundtrack                                      |
| 2002  | All My Life                                  | Triple J Hottest 100 Volume 10                                |
| 2002  | Generator                                    | Big Day Out Disrespective                                     |
| 2002  | The One                                      | Big Day Out 03                                                |
| 2004  | Gas Chamber                                  | Rock Against Bush, Vol. 2                                     |
| 2005  | Danny Says                                   | Little Steven's Underground Garage Presents: CBGB Forever     |
| 2006  | DOA (live)                                   | Radio 1's Live Lounge                                         |
| 2007  | Band on the Run                              | Radio 1 Established 1967                                      |
| 2007  | Razor                                        | Ma vie sans lui Soundtrack                                    |
| 2007  | Times Like These (live)                      | Radio 1's Live Lounge - Volume 2                              |
| 2010  | Virginia Moon (avec Norah Jones)             | ...Featuring                                                  |
| 2011  | Walk                                         | Thor Soundtrack                                               |
| 2011  | Miss the Misery                              | Real Steel Soundtrack                                         |

### Ouvrage
- (en) Jeff Apter, The Dave Grohl Story, Omnibus Press, 1er décembre 2007, 288 p. (ISBN 1846097622 et 978-1846097621)

1. ↑  Apter 2007, p. 256–260
2. ↑  Apter 2007, p. 271

### Article de presse
1. 1 2  (en) Kevin Murphy, « Honor Roll », Classic Rock,‎ juillet 2005

### Autres sources
1. ↑  (en) « OXES Peel session », sur bbc.co.uk (consulté le 4 décembre 2009)
2. ↑  (en) « Foo Fighters 'Have No Idea' Why Prince Covered Their Song At Super Bowl », sur mtv.com (consulté le 4 décembre 2009)
3. ↑  (en) Kim Hughes, « Foo Fighters surpass 10 million sales mark (so yeah, they’re loaded) », sur inmusic.ca (consulté le 4 décembre 2009)
4. 1 2 3 4 5 6 7 8   [vidéo][documentary] « Back and Forth »James Moll, 2011, RCA
5. 1 2  (en) Kim Hughes, « Foo Fighters surpass 10 million sales mark (so yeah, they’re loaded) », sur inmusic.ca, 3 décembre 2011 (consulté le 12 décembre 2011)
6. 1 2 3 4 5 6 7 8 9 10 11 12 13 14 15 16 17 18 19 20 21 22  « Search the Awards Database », sur BPI (consulté le 28 avril 2015)
7. 1 2 3 4 5 6 7 8  (en) « ARIA Charts - Accreditations », sur aria.com.au (consulté le 4 janvier 2012)
8. 1 2  (en) « ARIA Charts - Accreditations 2003 », sur aria.com.au (consulté le 4 janvier 2012)
9. 1 2 3 4 5 6 7 8 9 10  (en) « Gold Platinum Database: Foo Fighters », sur musiccanada.com (consulté le 9 juillet 2011)
10. 1 2 3 4  (en) « Guld & Platina », sur ifpi.se (consulté le 6 janvier 2012)
11. ↑  (en) « crédits In Your Honor », sur cduniverse.com (consulté le 10 mai 2012)
12. ↑  (en) « analyse d'Echoes, Silence, Patience and Grace », sur allmusic.com (consulté le 10 mai 2012)
13. ↑  (en) « 2011 PREVIEW: FOO FIGHTERS MAKING MUSIC TO BREAK INTO CARS TO », sur fooarchive.com (consulté le 6 mai 2012)
14. ↑  (en) « débuts de Wasting Light », sur theaudioperv.com (consulté le 6 mai 2012)
15. ↑  (en) « Foo Fighters - Pre-order available now », sur foofighters.com (consulté le 14 août 2014)
16. ↑  (en) « Foo Fighters confirm autumn album release », sur nme.com (consulté le 16 mai 2014)
17. ↑  (en) « Discographie Foo Fighters », sur musicline.de (consulté le 1er septembre 2008)
18. 1 2 3 4 5  « Discographie Foo Fighters », sur australian-charts.com (consulté le 1er septembre 2008)
19. 1 2  (de) « Discographie Foo Fighters », sur austriancharts.at (consulté le 1er septembre 2008)
20. ↑  (en) « Discografie Foo Fighters », sur ultratop.be (consulté le 1er septembre 2008)
21. ↑  (en) « Foo Fighters Album & Songs Chart History: Canadian Albums », sur billboard.com (consulté le 12 mars 2011)
22. ↑  (en) « Discographie Foo Fighters », sur danishcharts.com (consulté le 1er septembre 2008)
23. ↑  « Foo Fighters - Billboard Albums », sur allmusic.com (consulté le 8 mai 2008)
24. ↑  (en) « Discographie Foo Fighters », sur finnishcharts.com (consulté le 1er septembre 2008)
25. ↑  (fr) « Discographie Foo Fighters », sur lescharts.com (consulté le 1er septembre 2008)
26. ↑  (en) « Discographie Foo Fighters », sur irish-charts.com (consulté le 1er septembre 2008)
27. 1 2  (en) « Discographie Foo Fighters », sur norwegiancharts.com (consulté le 1er septembre 2008)
28. 1 2 3 4  (en) « Discographie Foo Fighters », sur charts.org.nz (consulté le 1er septembre 2008)
29. 1 2 3 4  (nl) « Discografie Foo Fighters », sur dutchcharts.nl (consulté le 1er septembre 2008)
30. 1 2 3 4 5 6  « Chart Stats - Foo Fighters », sur chartstats.com (consulté le 1er septembre 2008)
31. 1 2 3  (en) « Discographie Foo Fighters », sur swedishcharts.com (consulté le 1er septembre 2008)
32. ↑  (en) « Discographie Foo Fighters », sur hitparade.ch (consulté le 1er septembre 2008)
33. ↑  (en) « Accreditations - 1998 Albums », sur aria.com.au
34. ↑  (en) « Accreditations - 2007 Albums », sur aria.com.au
35. 1 2  (pt) « ABPD », sur abpd.org.br (consulté le 1er mars 2015)
36. ↑  (fi) « Musiikkituottajat — Tilastot — Kulta- ja platinalevyt », sur ifpi.fi (consulté le 30 avril 2012)
37. ↑  (en) « BMG's regional approach fires Foos success », sur books.google.com (consulté le 30 avril 2012)
38. 1 2  (no) « IFPI Norsk platebransje », sur ifpi.no (consulté le 30 avril 2012)
39. ↑  (en) « NZ Top 40 Albums Chart », sur nztop40.co.nz (consulté le 4 août 2017)
40. ↑  (en) « ARIA Charts - Accreditations 2006 », sur aria.com.au (consulté le 4 janvier 2012)
41. 1 2 3 4 5  (de) « Gold & Platin - Foo Fighters », sur ifpi.at (consulté le 13 mai 2013)
42. ↑  (en) « Irish Chart Archives Retrieved », sur irishcharts.ie (consulté le 27 février 2011)
43. ↑  (ja) « ja:ゴールド等認定作品一覧　2005年8月 », sur riaj.or.jp (consulté le 31 août 2012)
44. ↑  (en) « NZ Top 40 Albums Chart », sur nztop40.co.nz (consulté le 4 août 2017)
45. 1 2 3  (en) « Media Control Charts », sur musikindustrie.de (consulté le 5 juin 2011)
46. ↑  (en) « ARIA Charts - Accreditations 2008 », sur aria.com.au (consulté le 4 janvier 2012)
47. ↑  « Les disques d'or/de platine - singles - 2007 », sur ultratop.be (consulté le 2 mars 2013)
48. ↑  (en) « Irish Chart Archives Retrieved », sur irishcharts.ie (consulté le 27 février 2011)
49. ↑  (en) « Chart 1617 - 19 mai 2008 », sur rianz.org.nz (consulté le 13 mai 2013)
50. ↑  (en) « ARIA Charts - Accreditations 2012 », sur aria.com.au (consulté le 4 janvier 2012)
51. ↑  « Les disques d'or/de platine - singles - 2011 », sur ultratop.be (consulté le 2 mars 2013)
52. ↑  (en) « Ulkomaiset albumit 2011 », sur ifpi.fi (consulté le 14 septembre 2011)
53. ↑  (en) « Irish Chart Archives Retrieved », sur irishcharts.ie (consulté le 27 février 2011)
54. ↑  (it) « Certificazione Album - Foo+Fighters », sur fimi.it (consulté le 5 mai 2014)
55. ↑  (en) « CHART 1790: 12 September 2011 » [PDF], sur aria.rianz.org.nz (consulté le 14 décembre 2011)
56. ↑  (nl) « Gouden plaat voor Foo Fighters - Nieuws - 3FM op de festivals », sur go.3fm.nl (consulté le 5 mai 2014)
57. ↑  (pl) « Platynowe CD », sur zpav.pl (consulté le 2 mars 2013)
58. ↑  (en) « The Official Swiss Charts and Music Community », sur swisscharts.com (consulté le 4 août 2017)
59. ↑  (en) « Official Top 50 Albums - ARIA Charts ARIA Australian Top 50 Albums », sur ariacharts.com.au (version du 22 novembre 2014 sur Internet Archive)
60. ↑  (en) « NZ Top 40 Albums Chart », sur nztop40.co.nz (consulté le 22 novembre 2014)
61. 1 2  (en) « Everywhere but Home », sur imdb.com (consulté le 10 mai 2012)
62. ↑  (en) « Album Skin and Bones », sur allmusic.com (consulté le 5 mai 2012)
63. 1 2  (en) « Accreditations - 2007 Albums », sur aria.com.au (consulté le 16 novembre 2009)
64. 1 2  (en) « Irish Chart Archives », sur irishcharts.ie (consulté le 27 février 2011)
65. ↑  (en) « Ventes Albums NZL », sur charts.org.nz (consulté le 5 mai 2012)
66. ↑  (en) « Greatest Hits », sur foofighters.com (consulté le 10 mai 2012)
67. ↑  (en) « Medium rare », sur assignmentx.com (consulté le 10 mai 2012)
68. ↑  (en) « Album Accreds 2018 », sur aria.com.au (consulté le 25 octobre 2018)
69. ↑  (en) « Irish Chart Archives », sur irishcharts.ie (consulté le 27 février 2011)
70. ↑  (en) « Latest Gold / Platinum Albums - RadioScope New Zealand », sur radioscope.net.nz (version du 24 juillet 2011 sur Internet Archive)
71. ↑  (en) « Five Songs & A Cover », sur foofighters.com (consulté le 10 mai 2012)
72. ↑  (en) « Foo Fighters Five Songs & A Cover USA 5" CD SINGLE (345008) », sur eil.com (consulté le 16 février 2012)
73. ↑  (en) « Foo Fighters, Metallica & More Plan 2015 Record Store Day Releases », sur musicfeeds.com.au (consulté le 16 mars 2015)
74. ↑  (en) « Foo Fighters Drop Surprise Free EP 'Saint Cecilia' », sur rollingstone.com (consulté le 2 janvier 2016)
75. ↑  (en) « Live at Wembley », sur imdb.com (consulté le 10 mai 2012)
76. 1 2  (en) « Accreditations - 2006 DVD », sur aria.com.au
77. 1 2  (en) « Accreditations - 2009 DVD », sur aria.com.au
78. ↑  (en) « Accreditations - 2010 DVD », sur aria.com.au
79. ↑  (en) « Back & Forth », sur imdb.com (consulté le 10 mai 2012)
80. ↑  (en) « Dave Grohl on recording another album in eight different cities: 'I'm never doing it again!' », sur nme.com (consulté le 13 novembre 2014)
81. 1 2 3 4 5 6 7 8 9 10 11 12 13 14 15  (en) « RIAA Searchable database – Gold and Platinum », sur riaa.com
82. ↑  (en) « http://www.aria.com.au/pages/DVDaccreds2012.htm », sur aria.com.au (consulté le 4 août 2017)
83. 1 2  (en) « DVD Accreds 2015 », sur aria.com.au (consulté le 4 août 2017)
84. 1 2 3 4 5 6 7  (en) « Chart US », sur billboard.com (consulté le 21 mars 2012)
85. 1 2 3 4 5  (en) « Chart CAN », sur collectionscanada.gc.ca (consulté le 21 mars 2012)
86. 1 2 3 4 5  (en) « disque d'or disque de platine Database: Foo Fighters », sur musiccanada.com (consulté le 9 juillet 2011)
87. 1 2 3 4 5 6  « Foo Fighters - Billboard Singles », sur allmusic.com (consulté le 8 mai 2008)
88. ↑  (en) « The Foo Fighters - The Pretender - Music Charts », sur acharts.usconsulté le=6 mai 2012
89. 1 2 3 4  (en) « Chart US », sur billboard.com (consulté le 21 mars 2012)
90. 1 2 3  (en) « Canadian Top Singles positions », sur RPM (consulté le 10 mai 2010)
91. 1 2 3  (en) « Foo Fighters Album & Song Chart History – Hot 100 », sur billboard.com (consulté le 26 octobre 2010)
92. 1 2 3 4 5  « Foo Fighters chart history - Radio Songs », Billboard (consulté le 1er mars 2009)
93. 1 2 3  (en) « The Foo Fighters - Walk - Music Charts », sur Acharts.us (consulté le 6 janvier 2012)
94. 1 2 3  (en) « Charts US », sur acharts.us (consulté le 21 mars 2012)
95. 1 2  (en) « Chart US », sur billboard.com (consulté le 21 mars 2012)
96. 1 2  (en) « Irish Charts », sur www.irishcharts.ie (consulté le 30 octobre 2011)
97. 1 2 3 4  (en) « http://www.aria.com.au/pages/aria-charts-accreditations-singles-2014.htm », sur aria.com.au (consulté le 4 août 2017)
98. 1 2  (fr) « Chart BEL », sur ultratop.be (consulté le 21 mars 2012)
99. ↑  (en) « Accreditations - 2007 Singles », sur aria.com.au (consulté le 3 janvier 2008)
100. ↑  (en) « Latest Gold / Platinum Singles - RadioScope New Zealand », sur radioscope.net.nz (version du 24 juillet 2011 sur Internet Archive)
101. 1 2  (en) « Chart US », sur billboard.com (consulté le 21 mars 2012)
102. ↑  (en) « Scottish Charts », sur www.officialcharts.com (consulté le 30 octobre 2011)
103. ↑  (en) « Canadian Active Rock & Alt Rock Chart Archive: Alternative Rock - May 1, 2012 », sur canadianrockalt.blogspot.ca (consulté le 1er mai 2012)
104. ↑  (en) « Canadian Active Rock & Alt Rock Chart Archive: Active Rock - May 1, 2012 », sur canadianrockalt.blogspot.ca (consulté le 1er mai 2012)
105. ↑  (en) « Foo Fighters Music News & Info », sur Billboard.com (consulté le 6 janvier 2012)
106. ↑  (en) « Official UK Rock Chart 23rd April 2011 », sur theofficialcharts.com (consulté le 31 janvier 2012)
107. 1 2  (en) « The Foo Fighters - Keep The Car Running - Music Charts », sur acharts.us (consulté le 6 janvier 2012)
108. ↑  (en) « Foo Fighters - Summer's End », sur discogs.com (consulté le 22 juin 2011)
109. ↑  (en) « Foo Fighters - Word Forward », sur discogs.com (consulté le 22 juin 2011)
110. ↑  (en) « Foo Fighters - Word Forward », sur zobbel.de (consulté le 22 juin 2011)
111. ↑  (en) « White Limo - Single by Foo Fighters - Single on iTunes », sur itunes.apple.com (consulté le 22 juin 2011)
112. 1 2  (en) « Foo Fighters - My Video Sucks Contest »(Archive.org • Wikiwix • Archive.is • Google • Que faire ?) (consulté le 25 mars 2013)
113. ↑  (en) « chaîne Foo Fighters Vevo », sur youtube.com (consulté le 7 mai 2012)
114. ↑  (en) « chaîne Foo Fighters », sur youtube.com (consulté le 7 mai 2012)
115. ↑  (en) James Montgomery, « Foo Fighters Brave 'Barf Ball' For Gravity-Defying Video », sur MTV.com (consulté le 21 mai 2008)
116. ↑  (en) « Foo Fighters: A Career in Music Videos », sur spin.com (consulté le 21 mai 2008)
117. ↑  (en) « Foo Fighters - "The Pretender" », sur mtv.com (consulté le 21 mai 2008)
118. ↑  (en) « Foo Fighters Approach 'Times Like These' Without Laughs », sur mtv.com (consulté le 21 mai 2008)
119. ↑  (en) « Foo Fighters - "Times Like These (Acoustic)" », sur mtv.com (consulté le 21 mai 2008)
120. ↑  (en) « For The Record: Quick News On Foo Fighters, 'Daredevil,' Saliva, Glassjaw, Iron Maiden, Stone Sour & More », sur mtv.com (consulté le 21 mai 2008)
121. ↑  (en) Bandit Stockholm - Webbradio
122. ↑  (en) Bridge Burning (This Video Sucks Contest: Directed by Will Doyle & Richard Peete) | The Official Foo Fighters Site
123. ↑  (en) Rope (This Video Sucks Contest: Directed by DJay Brawner) | The Official Foo Fighters Site
124. ↑  (en) Dear Rosemary (This Video Sucks Contest: Directed by Karl Richter) | The Official Foo Fighters Site
125. ↑  (en) White Limo (This Video Sucks Contest: Directed by Randy Scott Slavin) | The Official Foo Fighters Site
126. ↑  (en) Arlandria (This Video Sucks Contest: Directed by Nicholas Spaventa) | The Official Foo Fighters Site
127. ↑  (en) These Days (This Video Sucks Contest: Directed by Jay Hollinsworth) | The Official Foo Fighters Site
128. ↑  (en) Back & Forth (This Video Sucks Contest: Directed by Justin Staggs) | The Official Foo Fighters Site
129. ↑  (en) A Matter Of Time (This Video Sucks Contest: Directed by Genie Wiggins) | The Official Foo Fighters Site
130. ↑  (en) Miss The Misery (This Video Sucks Contest: Directed by Pete Levin) | The Official Foo Fighters Site
131. ↑  (en) I Should Have Known (This Video Sucks Contest: Directed by Daniel Fickle) | The Official Foo Fighters Site
132. ↑  (en) Walk (This Video Sucks Contest: Directed by Phil Hodges) | The Official Foo Fighters Site
133. ↑  (en) Video Static Music Video News
134. ↑  (en) Pop Blend News
135. ↑  (en) Watch the new Foo Fighters video, “These Days” | AUX New Music
136. 1 2  (en) « soundtrack MI:2 », sur allmusic.com (consulté le 10 mai 2012)
137. 1 2  (en) « soundtrack Orange County », sur imdb.com (consulté le 10 mai 2012)
138. ↑  (en) « soundtrack Scream 2 », sur imdb.com (consulté le 10 mai 2012)
139. ↑  (en) « soundtrack Godzilla », sur imdb.com (consulté le 10 mai 2012)
140. ↑  (en) « soundtrack Varsity Blues », sur imdb.com (consulté le 10 mai 2012)
141. ↑  (en) « soundtrack Fous d'Irène », sur imdb.com (consulté le 10 mai 2012)
142. ↑  (en) « soundtrack Snow, Sex and Sun », sur imdb.com (consulté le 10 mai 2012)
143. ↑  (en) « soundtrack Ma vie sans lui », sur imdb.com (consulté le 10 mai 2012)
144. ↑  (en) « soundtrack Thor », sur imdb.com (consulté le 10 mai 2012)